# Laetitia van Krieken
Laetitia (Titia) van Krieken (Helmond, 1964) is een Nederlandse toetseniste, arrangeur, vocaliste en componiste. 
Van Krieken werkte met veel Nederlandse pop- en jazzartiesten samen in de studio en op het podium, waaronder Tom America en Soft Parade, beide afkomstig uit haar woonplaats Tilburg. Het meest bekend is ze als toetseniste van de Nits tussen 1997 en 2004. Het licht-jazzy en soulfulle album Wool bevat Van Kriekens meest uitgesproken bijdrages aan het Nits-repertoire. Ze speelde haar laatste concert met de band op de Grote Markt in Brussel. Sindsdien heeft ze meerdere keren als gastmuzikante opgetreden bij solo-optredens van Nits-zanger Henk Hofstede. In 2005 en 2006 toerde zij met het muziekproject onder leiding van Simon Ho; een samenwerkingsverband van Zwitserse popmuzikanten, de oude Nits-bezetting (Arwen Linnemann, bas) en de Finse vocalgroep Värttinä. In 2012 keerde ze tijdelijk terug bij de Nits terwijl Nits-toetsenist Robert Jan Stips herstelde van een handblessure.
Na haar periode bij de Nits heeft Van Krieken aan verschillende projecten meegewerkt, van het theatergezelschap De Wetten van Keppler en De Bloeiende Maagden. Verder componeerde en arrangeerde zij voor diverse jazz- (onder anderen Pascal Vermeer Quintet, Lewinsky Quartet), en klassieke ensembles (onder anderen TriDali). Eind 2005 trad ze op met haar eigen project Laetitia van Krieken Big Bang, waar onder andere het Zapp Stringkwartet en Anton Goudsmit meespeelde. Ze vermengt jazz, klassiek en pop in originele eigen composities. Sinds 2005 is zij docente bijvak piano aan de Pop Academy, Codarts te Rotterdam.